# Ernest Hubert
Ernest Hubert, in der deutschen Namensform Ernst Hubert, ursprünglich Ernst (Arnold) Huber (* 22. November 1899 in Frauenfeld, Thurgau; † 23. April 1988 in Bern; heimatberechtigt in Bern und Diessenhofen), war ein Schweizer Maler. Schwerpunkte seiner Arbeit sind die Porträt- und Landschaftsmalerei.

## Leben und Werk
Hubert war der Sohn des Arnold (1865–1910) und Enkel des Jacques Huber (1828–1909), der das Verlagshaus Huber und Co. in Frauenfeld gegründet hatte. Nach bestandener Matura liess sich Hubert als Maler in Zürich, Hamburg, Berlin und Genf ausbilden. In Paris besuchte er 1923 die Académie de la Grande Chaumière und arbeitete daneben als freier Journalist. Hubert konnte seine Werke in den Salons Société des Artistes Indépendants, Société du Salon d’Automne und Salon des Tuileries ausstellen.
Neben seiner künstlerischen Tätigkeit, die neben Tafelmalerei auch Illustrationen für Bücher und Zeichnungen umfasste, galt Hubert als grosser Porträtist, der in skizzenhafter Spontanität Schriftsteller und Maler für grosse Verlage porträtierte. Wegen des Zweiten Weltkrieges musste Hubert 1940 seine Wahlheimat verlassen und siedelte nach Bern über. Hier lernte er seine Frau Marie Limacher kennen. Der Gründer des Scherz Verlag Alfred Scherz erleichterte Hubert den beruflichen Einstieg in Bern durch Aufträge für die Gestaltung von Buchumschläge und Illustrationen. Hubert war Mitglied von Kunstkommissionen und präsentierte von 1952 bis 1958 die Sektion der Berner GSMBA.
Nach dem Tod von Marie Huber-Limacher erhielt 1992 die Bürgergemeinde Frauenfeld alle noch vorhandenen Werke des Malers, darunter Tafelbilder und 180 Ölbilder sowie viele Zeichnungen, von denen eine Auswahl verkauft wurde.